# Daniel Wakefield
Daniel Wakefield (1776-1846) est un écrivain sur l'Économie politique.

## Biographie
Daniel, né en 1776, est le deuxième fils d'Edward Wakefield (1750-1826), marchand, de Londres, par sa femme Priscilla Bell, fille de Daniel Bell. Il est le frère cadet d'Edward Wakefield (1774-1854) et l'oncle d'Edward Gibbon Wakefield et de Daniel Bell Wakefield.
Il reçoit de tuteurs privés une éducation classique et moderne approfondie et montre très tôt une certaine aptitude pour l'analyse des problèmes économiques, mais abandonne ces activités pour l'occupation plus lucrative de juriste. Il est admis le 9 février 1802 comme étudiant à Lincoln's Inn, où il est admis au barreau le 2 mai 1807, et élu conseiller le 15 janvier 1835, après être devenu conseiller de la reine lors des précédentes vacances de la Saint-Michel. Il est un praticien de l'équité singulièrement consciencieux et compétent, et prend une part active à l'administration des affaires de son Inn, en particulier à la planification et à la promotion de la construction de la nouvelle salle. Il meurt sans descendance, bien que marié deux fois, le 19 juillet 1846. Sa dépouille est inhumée le 24 juillet dans la chapelle de Lincoln's Inn. Son portrait, gravé d'après un dessin d' Abraham Wivell, se trouve au British Museum .

## Œuvres
Outre des brochures anonymes et des contributions aux Annals of Agriculture d'Arthur Young, Wakefield est l'auteur de : 
- Une lettre à Thomas Paine, en réponse à son "Déclin et chute du système anglais de finances", Londres, 1796, 8vo.
- Observations sur le crédit et les finances de la Grande-Bretagne, en réponse aux "Pensées" du comte de Lauderdale et à l'"Appel" de M. Morgan, Londres, 1797, 8vo [cf. Maitland, James, huitième comte de Lauderdale ; et Morgan, Guillaume, (1750–1833)].
- Un essai sur l'économie politique; étant une enquête sur la vérité des deux positions des économistes français selon lesquelles le travail employé dans les manufactures est improductif et que tous les impôts tombent ou s'installent finalement sur le produit excédentaire de la terre, Londres, 1799, 8vo; 2ème édition. 1804.
- An Investigation of M. Morgan's "Comparative View of the Public Finances from the start to the close of the late Administration," Londres,' 1801, 8vo.
- Une lettre aux propriétaires fonciers et autres contributeurs aux taux des pauvres dans les centaines de Dengye, Sussex, 1802, 8vo.